# Henry B. Cleaves
Henry Bradstreet Cleaves, född 6 februari 1840 i Bridgton i Maine, död 22 juni 1912 i Portland i Maine, var en amerikansk republikansk politiker. Han var Maines guvernör 1893–1897.
Cleaves tjänstgjorde i nordstaternas armé i amerikanska inbördeskriget och befordrades till löjtnant. Efter fabriksarbete och arbete inom timmerbranschen studerade Cleaves juridik och inledde 1868 sin karriär som advokat. Han tjänstgjorde som Maines justitieminister (Maine attorney general) 1880–1885. Under den ämbetsperioden blev han känd för att han åtalade järnvägs- och telegrafbolag som vägrade att betala en ny skatt som hade införts av delstaten.
Cleaves efterträdde 1893 Edwin C. Burleigh som guvernör och efterträddes 1897 av Llewellyn Powers. Cleaves avled 1912 och gravsattes på Evergreen Cemetery i Portland.